# Palacio de Beaumont

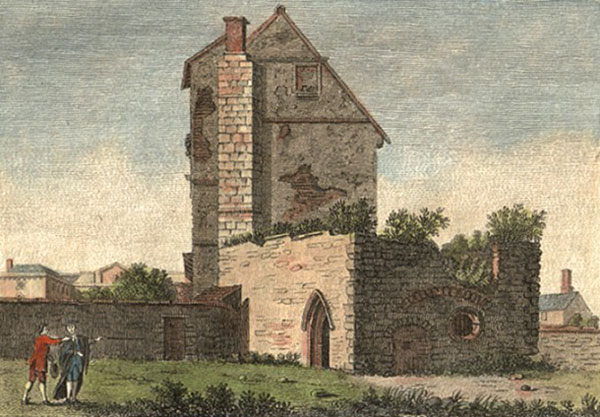
Palacio de Beaumont en 1785

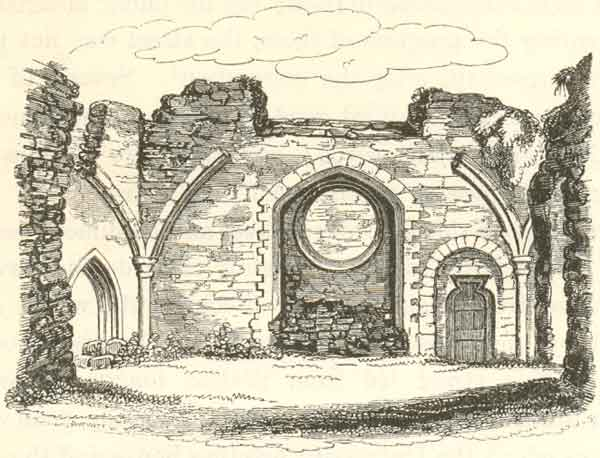
Apunte de 1800 de las ruinas

El palacio de Beaumont (del inglés: Beaumont Palace), en Oxford, fue un antiguo palacio real hoy completamente desaparecido construido por Enrique I cerca del 1130 para poseer un palacio real cerca del refugio de cacería real en Woodstock (que ahora es parte del parque del palacio de Blenheim). En la calle Beaumont de Oxford, se señala en una piedra asentada en un pilar al lado norte de la misma, cerca de la calle Walton, que lleva la siguiente inscripción: Cerca de este lugar se erguía la casa del rey en la cual el rey Ricardo I nació el 8 de septiembre de 1157. La "Casa del Rey" era el rango del palacio que contenía los alojamientos del rey.
Cuando Eduardo II combatió en la batalla de Bannockburn en 1314, declaró haber invocado a la Virgen María y prometido fundar un monasterio para las Carmelitas para poder escapar a salvo. En el cumplimiento de ese voto, traspasó el palacio de Beaumont a las Carmelitas en 1318. Cuando esta orden religiosa se dispersó en la Reforma Protestante, la mayor parte de la edificación fue desmantelada y la piedra fue reutilizada en la Iglesia de Cristo de Oxford y en la Universidad de San Juan en la misma ciudad. Los últimos restos del Palacio de Beaumont fueron eliminados en el trazado de la calle Beaumont en los años 1820.